# Lebensgarten Steyerberg
Der Lebensgarten Steyerberg ist eine Siedlungsgemeinschaft im Flecken
Steyerberg des Landkreises Nienburg in Niedersachsen mit 140 Mitgliedern (Stand: April 2015). Er versteht sich als Modell- und Forschungsprojekt für eine zwischenmenschlich harmonische Lebensweise im Einklang mit der Natur. Der Lebensgarten ist darüber hinaus Gründungsmitglied und Teil eines weltweiten Netzwerks von Ökodörfern, dem Global Ecovillage Network (GEN).

## Geschichte

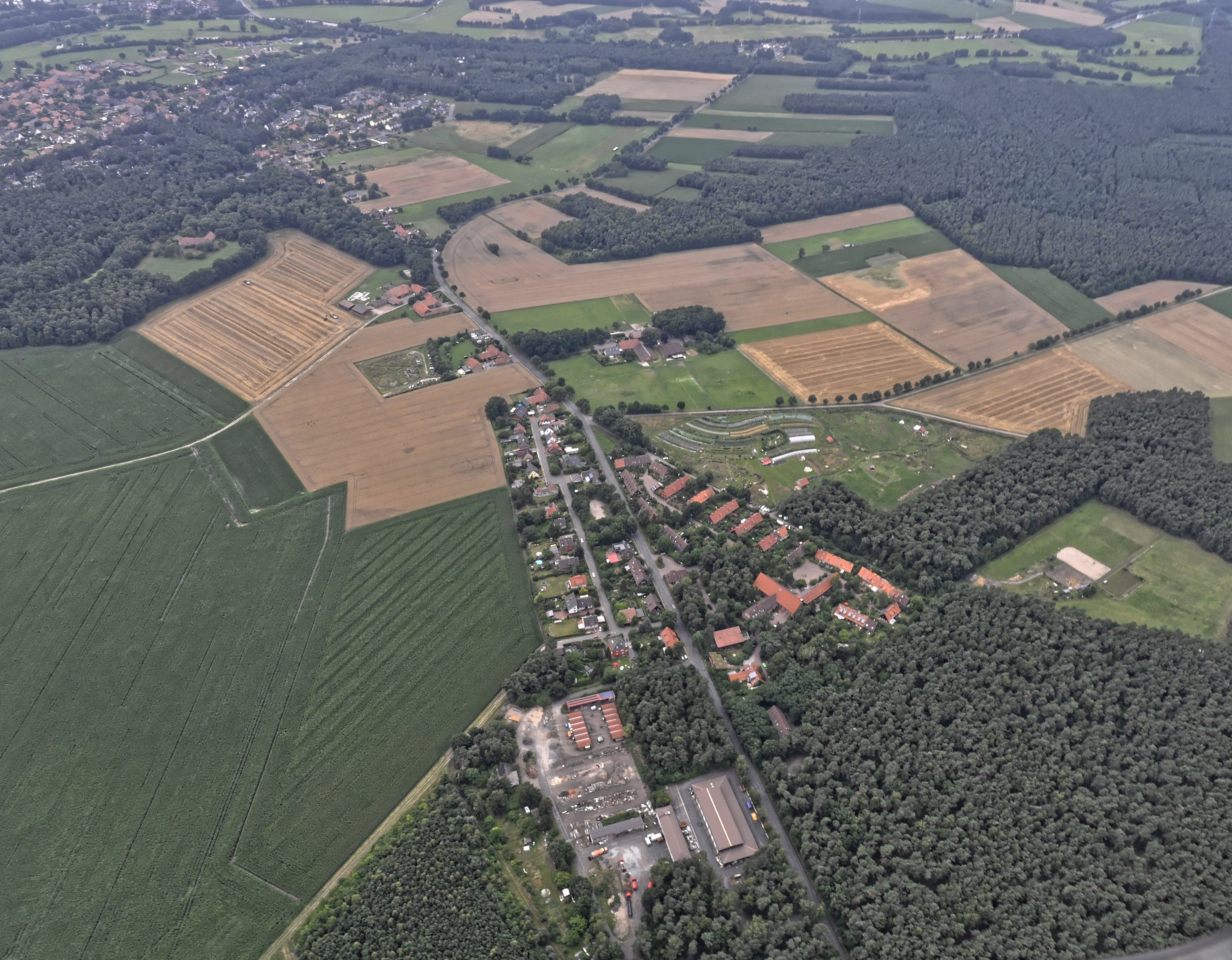
Luftaufnahme der Siedlung (rechts, mit den roten Dächern)

Im Rahmen des Projekts Kraft durch Freude wurde 1938 eine Wohn- und Erholungsanlage für weibliche Arbeitskräfte der größten Munitionsfabrik des deutschen Rüstungsunternehmens EIBIA mit dem Decknamen „Karl“ errichtet. Nach dem Kriegsende wurden die Gebäude von den Briten als Unterkunft für Arbeitskompanien genutzt und erhielten den Namen Helena-Lager. In diesem Lager waren bis zum Ende der Kriegsgefangenschaft 1947 größtenteils deutsche Kriegsgefangene untergebracht, danach 1948 wurde es umgewandelt in German Civil Labour Organisation bzw. German Service Organisation, und bis 1978 eine Transport- und Buseinheit der Mixed Service Organisation der Royal Corps of Transport zur Unterstützung der BAOR Garnison in Nienburg, und dann bis Anfang der 1980er Jahre zu Truppenübungszwecken genutzt.
Die erste friedliche Nutzung der Gebäude begann 1984 in Anlehnung an die schottische Findhorn Lebensgemeinschaft, zwei Jahre später wurde Lebensgarten Steyerberg e. V. gegründet. Die renovierungsbedürftige Bausubstanz wurde in der Pionierphase des Lebensgartens schrittweise ökologisch neu aufgebaut. Im Jahr 2000 entstand aus einer Halle das Seminarhaus mit zwei Tagungsräumen und 17 Gästebetten.

## Infrastruktur
Die Mitglieder wohnen in eigenen Wohnungen bzw. Häusern auf dem Gelände des Lebensgartens. Daneben wurden im Lebensgarten mehrere Zweckbetriebe eingerichtet: Der Seminarbetrieb als Verwaltung des Seminarhauses, ein Elektrocarsharing mit eigener PV-Anlage, die Schule für Mediation, die Money Network Alliance MonNetA mit Unterstützung von Margrit Kennedy und der Permakulturpark. Eigenständige Betriebe: Die Bücherstube Phönix; seit 2003 eine vom Jugendamt anerkannte Einrichtung, das Steyerberger Institut für Lerntherapie; aps Werbedesign und Behandlungsräume der Ergotherapiepraxen Kühnel & Partner. Drei weitere eingetragene Vereine haben ihren Sitz im Lebensgarten: Betreiber des Permakulturparks; das Zentrum Gewaltfreie Kommunikation Steyerberg in Anlehnung an Marshall B. Rosenbergs Konzept; seit 2005 der Verein Achtsamkeit und Verständigung.

## Alltag
Der Lebensgarten versteht sich als Ort zur Anregung von Kontakten der Bewohner und Gäste untereinander und zu anderen Menschen. Gemüse wird in den Gärten der Bewohner und im Permakulturpark angebaut. Als tägliches Ritual werden auch für Gäste jeden Morgen Meditation, Gesang und Kreistänze angeboten.

### Entscheidungsfindung
Die politische Struktur des Dorfes ist basisdemokratisch aufgebaut. Entscheidungen werden im Konsensprinzip in monatlichen Mitgliederversammlungen getroffen. Der Vorstand besteht aus 6 bis 8 Personen und stellt die Exekutive dar. Mitglieder können nach eigenem Ermessen die Gemeinschaft unterstützen und sind in ihren Wohnungen auf sich selbst gestellt.

## Persönlichkeiten
- Margrit Kennedy (1939–2013), deutsche Architektin, Ökologin, Autorin und Kapitalismus-Kritikerin.
- Declan Kennedy (geb. 1934), irischer Architekt und Pionier der Permakultur in Deutschland, ehemaliger Vorsitzender des Global Ecovillage Network Europe